# Kepler-92c
Kepler-92c es un planeta extrasolar que forma parte un sistema planetario formado por al menos tres planetas. Orbita la estrella denominada Kepler-92, situada en la constelación del cisne. Fue descubierto en el año 2013 por la satélite Kepler por medio de tránsito astronómico.